# Cuisy (Sena y Marne)
 Cuisy  es una población y comuna francesa, en la región de Isla de Francia, departamento de Sena y Marne, en el distrito de Meaux y cantón de Dammartin-en-Goële.
Sus habitantes son llamados Cusaciens.

## Demografía
| 88 | 116 | 171 | 266 | 370 | 374 |
| Para los censos de 1962 a 1999 la población legal corresponde a la población sin duplicidades (Fuente: INSEE [Consultar]) |     |     |     |     |     |